# Giorgi Charaisjvili
Giorgi Charaisjvili (Georgisch: გიორგი ხარაიშვილი) (Marneoeli, 29 juli 1996) is een Georgisch voetballer die doorgaans speelt als middenvelder. In juli 2025 verruilde hij Sumqayıt voor Dinamo Tbilisi. Charaisjvili maakte in 2017 zijn debuut in het Georgisch voetbalelftal.

## Clubcarrière
Charaisjvili speelde in de jeugd van Saburtalo en maakte ook zijn debuut bij die club. Tussen 2013 en 2018 kwam de aanvallende middenvelder tot meer dan vijftig doelpunten in de competitie. In februari 2018 werd de Georgiër op huurbasis overgenomen door IFK Göteborg, voor het restant van 2018. De Zweedse club dwong tevens een optie tot koop af. In de zomer van 2018 besloot de Zweedse club de optie tot koop van circa driehonderdduizend euro te lichten en Charaisjvili definitief vast te leggen. De Georgiër zette zijn handtekening onder een verbintenis voor de duur van drieënhalf jaar. De Georgiër werd in februari 2021 voor circa negenhonderdduizend euro overgenomen door Ferencváros. In januari 2023 huurde Dinamo Tbilisi de aanvallende middenvelder voor anderhalf jaar. In augustus 2023 keerde hij terug, om in februari 2024 definitief te verkassen. Kocaelispor nam hem transfervrij over. In september van datzelfde jaar verkaste hij naar Sumqayıt, om in juli 2025 terug te keren bij Dinamo Tbilisi.

## Clubstatistieken
| Seizoen | Club             | Competitie     | Competitie | Competitie | Beker | Beker | Internationaal | Internationaal | Totaal | Totaal |
| Seizoen | Club             | Competitie     | Wed.       | Dlp.       | Wed.  | Dlp.  | Wed.           | Dlp.           | Wed.   | Dlp.   |
| ------- | ---------------- | -------------- | ---------- | ---------- | ----- | ----- | -------------- | -------------- | ------ | ------ |
| 2013/14 | Saburtalo        | Pirveli Liga   | 18         | 4          | 0     | 0     | —              | —              | 18     | 4      |
| 2014/15 | Saburtalo        | Pirveli Liga   | 30         | 21         | 1     | 0     | —              | —              | 31     | 21     |
| 2015/16 | Saburtalo        | Erovnuli Liga  | 25         | 12         | 0     | 0     | —              | —              | 25     | 12     |
| 2016    | Saburtalo        | Erovnuli Liga  | 13         | 5          | 0     | 0     | —              | —              | 13     | 5      |
| 2017    | Saburtalo        | Erovnuli Liga  | 26         | 13         | 1     | 1     | —              | —              | 27     | 14     |
| 2018    | → IFK Göteborg   | Allsvenskan    | 27         | 9          | 2     | 0     | —              | —              | 29     | 9      |
| 2019    | IFK Göteborg     | Allsvenskan    | 28         | 7          | 4     | 0     | —              | —              | 32     | 7      |
| 2020    | IFK Göteborg     | Allsvenskan    | 15         | 2          | 4     | 2     | —              | —              | 19     | 4      |
| 2020/21 | Ferencváros      | NB I           | 4          | 1          | 1     | 0     | —              | —              | 5      | 1      |
| 2021/22 | Ferencváros      | NB I           | 0          | 0          | 0     | 0     | 0              | 0              | 0      | 0      |
| 2022/23 | Ferencváros      | NB I           | 1          | 0          | 0     | 0     | 0              | 0              | 1      | 0      |
| 2022/23 | → Dinamo Tbilisi | Erovnuli Liga  | 31         | 8          | 3     | 0     | 4              | 0              | 38     | 8      |
| 2023/24 | Ferencváros      | NB I           | 0          | 0          | 0     | 0     | 0              | 0              | 0      | 0      |
| 2023/24 | Kocaelispor      | 1. Lig         | 9          | 0          | 0     | 0     | —              | —              | 9      | 0      |
| 2024/25 | Sumqayıt         | Premyer Liqasi | 21         | 1          | 2     | 0     | —              | —              | 23     | 1      |
| 2025    | Dinamo Tbilisi   | Erovnuli Liga  | 3          | 0          | 0     | 0     | —              | —              | 3      | 0      |
| Totaal  | Totaal           | Totaal         | 251        | 83         | 18    | 3     | 4              | 0              | 273    | 86     |

Bijgewerkt op 20 augustus 2025.

## Interlandcarrière
Charaisjvili maakte zijn debuut in het Georgisch voetbalelftal op 23 januari 2017, toen met 2–2 gelijkgespeeld werd tegen Oezbekistan. Charaisjvili mocht van bondscoach Vladimír Weiss acht minuten voor tijd invallen voor Saba Lobzjanidze. De andere debutanten dit duel waren Davit Chotsjolava (Tsjernomorets Odesa), Giorgi Rechviasjvili (Lokomotivi Tbilisi), Lasja Sjergelasjvili (Riga FC), Jimmy Tabidze (AA Gent), Teimoeraz Sjonia (Dinamo Batoemi), Oleg Mamasachlisi, Beka Toegoesji (beiden Torpedo Koetaisi), Otar Kiteisjvili, Saba Lobzjanidze, Batsjana Araboeli, Lasja Paroenasjvili (allen Dinamo Tbilisi) en Boedoe Zivzivadze (Samtredia). Zijn eerste doelpunt volgde op 15 oktober 2019, tijdens zijn vijfde interlandoptreden. Tijdens een kwalificatiewedstrijd voor het WK 2022 tegen Gibraltar opende hij na tien minuten de score. Dzjaba Kankava breidde de voorsprong uit, waarna Gibraltar door treffers van Lee Cascario en Roy Chipolina langszij kwam. Door een doelpunt van Giorgi Kvilitaia won Georgië uiteindelijk alsnog met 2–3. Na een uur spelen werd Charaisjvili gewisseld ten faveure van Otar Kiteisjvili.
| Interlands van Giorgi Charaisjvili voor Georgië | Interlands van Giorgi Charaisjvili voor Georgië | Interlands van Giorgi Charaisjvili voor Georgië | Interlands van Giorgi Charaisjvili voor Georgië | Interlands van Giorgi Charaisjvili voor Georgië | Interlands van Giorgi Charaisjvili voor Georgië | Interlands van Giorgi Charaisjvili voor Georgië |
| №                                               | Datum                                           | Wedstrijd                                       | Uitslag                                         | Competitie                                      | Goals                                           |                                                 |
| Als speler bij Saburtalo                        | Als speler bij Saburtalo                        | Als speler bij Saburtalo                        | Als speler bij Saburtalo                        | Als speler bij Saburtalo                        | Als speler bij Saburtalo                        | Als speler bij Saburtalo                        |
| ----------------------------------------------- | ----------------------------------------------- | ----------------------------------------------- | ----------------------------------------------- | ----------------------------------------------- | ----------------------------------------------- | ----------------------------------------------- |
| 1                                               | 23 januari 2017                                 | Oezbekistan – Georgië                           | 2 – 2                                           | Vriendschappelijk                               |                                                 |                                                 |
| 2                                               | 25 januari 2017                                 | Jordanië – Georgië                              | 1 – 0                                           | Vriendschappelijk                               |                                                 |                                                 |
| Als speler bij IFK Göteborg                     |                                                 |                                                 |                                                 |                                                 |                                                 |                                                 |
| 3                                               | 1 juni 2018                                     | Georgië – Malta                                 | 1 – 0                                           | Vriendschappelijk                               |                                                 |                                                 |
| 4                                               | 5 juni 2018                                     | Luxemburg – Georgië                             | 1 – 0                                           | Vriendschappelijk                               |                                                 |                                                 |
| 5                                               | 15 oktober 2019                                 | Gibraltar – Georgië                             | 2 – 3                                           | WK 2022 kwalificatie                            | 10'                                             |                                                 |
| 6                                               | 19 november 2019                                | Kroatië – Georgië                               | 2 – 1                                           | Vriendschappelijk                               |                                                 |                                                 |

Bijgewerkt op 20 augustus 2025.